# DAI・HANAのもっとぎふ!体感マップ
『DAI♥HANAのもっとぎふ!体感マップ』（ダイハナのもっとぎふ たいかんマップ）は、2008年5月4日から2009年2月22日まで中京テレビで不定期放送されていた旅番組である。全5回。放送時間は各回ともに日曜 10:55 - 11:25 （日本標準時）、『でんじろう先生の日曜実験室 ラブラボ!』終了後の跡地に編成された単発特別番組枠『日曜ロータリー』内で放送。

## 概要
宮川大助・花子夫妻が岐阜県出身タレントとともに県内各地の様々な名所・旧跡を訪れ、そこの名物料理や温泉を堪能したり、現地の人々との会話を楽しむ模様を放送していた特別番組。2人には番組オリジナルの地図を作るという目的が与えられており、かつて存在した番組公式サイトには、花子が県内各地の風景を直筆のイラストと言葉で表現したものが掲載されていた。ナレーションは、当時中京テレビのアナウンサーだった我妻絵美が担当していた。

## スタッフ
- プロデューサー：平松茂生、佐藤真
- ディレクター：田中穂積
- 構成：高橋真裕美

## 放送リスト

### 第1弾
- 放送日：2008年5月4日（日曜）
- 訪問先：大垣市（豆腐、枡）、岐阜市（川原町、登り鮎、長良川鵜飼）、各務原市（冬ソナストリート、各務原キムチ）
- ゲスト：熊田曜子（岐阜市出身）

### 第2弾
- 放送日：2008年8月3日（日曜）
- 訪問先：郡上市（天然鮎、奥美濃カレー、食品サンプル）、大野郡白川村（白川郷のいで湯、蕎麦）
- ゲスト：酒井敏也（土岐市出身）

### 第3弾
- 放送日：2008年10月26日（日曜）
- 訪問先：下呂市（足湯、ケイチャン、米、南ひだ健康道場、下呂温泉、飛騨小坂の滝）
- ゲスト：野口五郎（美濃市出身）
- 備考：2009年2月28日（土曜） 2:25 - 2:55 に再放送

### 第4弾
- 放送日：2008年12月21日（日曜）
- 訪問先：恵那市（明知鉄道、菊牛蒡味噌漬、カステーラ、銘酒女城主、岩村城）、中津川市（中山道ウォーキングスタンプラリー、栗きんとん、和食、馬籠宿）
- ゲスト：神奈月（土岐市出身）

### 第5弾
- 放送日：2009年2月22日（日曜）
- 訪問先：高山市（宮川朝市、山椒、上三之町、さるぼぼ、奥飛騨温泉郷、新穂高ロープウェイ）
- ゲスト：清水ミチコ（高山市出身）